# Maria Costanza Panas
Maria Costanza Panas (ur. 15 stycznia 1896 jako Agnese Pacifica Panas w Alano di Piave, zm. 28 maja 1963 w Fabriano) – włoska zakonnica, klaryska, Błogosławiona Kościoła katolickiego.

## Życiorys
Urodziła się w Alano di Piave, w prowincji Belluno jako dziecko Antoniego Benvenuto Panasa i Marii Biasotto. Jej rodzice rzemieślnicy stracili pracę z powodu industrializacji regionu i w 1902 roku zostali zmuszeni do emigracji do Stanów Zjednoczonych. Panas została pozostawiona pod opieką swojego wuja, księdza Angelo, który był kapelanem w Asiago, a później arcykapłanem w Enego, i który mieszkał ze swoją siostrą pielęgniarką Marią. Naukę szkolną rozpoczęła u kanosjan w Feltre, a następnie kontynuowała ją w Vicenzy. 5 sierpnia 1906 przystąpiła do pierwszej komunii świętej. Panas pozostała pod opieką wuja (od niego otrzymała początkowe wykształcenie i formację religijną) aż do powrotu rodziców w 1910 roku. Tego roku przeniosła się do kolegium św. Alvisa w Wenecji, gdzie uczęszczała również do Instytutu Niccolò Tommaseo, który ukończyła w 1913 roku. W 1914 poznała tam ojca Luigiego Fritza, który zaczął służyć jako jej powiernik i kierownik duchowy aż do końca ich życia (co nastąpiło w ciągu kilku tygodni od siebie).
Panas wyjawiła wujowi i rodzicom swoje zamiary, że ze względu na dojrzewające powołanie pragnie zostać profeską zakonną. Jej wuj i rodzice sprzeciwiali się temu i próbowali ją odwieść od tego zamiaru, ale Fritz zachęcił ją i pomógł jej opuścić dom, aby mogła wstąpić do klasztoru w Fabriano 11 października 1917. Panas przyjęła habit zakonny 19 kwietnia 1918 i przyjęła imię „Maria Costanza”, a pierwszą profesję złożyła 8 maja 1919. Profesję wieczystą złożyła na ręce opatki 9 maja 1922 Panas została wybrana 19 maja 1927 na mistrzynię nowicjatu, a następnie 22 czerwca 1936 na opatkę; funkcję tę pełniła do 1952, choć w 1955 została ponownie wybrana na tę funkcję i pełniła ją aż do śmierci.
W latach 50. Panas zaczęła odczuwać skutki złego stanu zdrowia, takie jak pogarszający się wzrok, a w 1959 zachorowała. Jednak 19 lutego 1960 stan jej zdrowia pogorszył się z powodu paraliżującego zapalenia stawów, które przykuło ją do łóżka na resztę życia. Panas cierpiała również na astmę i zapalenie żył, miała problemy z sercem i często miewała nudności z powodu wysokiej gorączki, z którą często musiała się zmagać. Z czasem jej stan zdrowia stopniowo się pogarszał, a ona sama ofiarowała swoje cierpienia za papieża Jana XXIII i za pomyślne zakończenie Soboru Watykańskiego II, który rozpoczął się pod koniec 1962 roku. Panas zmarła w swoim pokoju 28 maja 1963 roku. Jej szczątki zostały później przeniesione z miejsca pochówku w połowie 1977.

## Beatyfikacja
Proces beatyfikacyjny rozpoczął się 23 maja 1983 po wydaniu przez Kongregację Spraw Kanonizacyjnych oficjalnego edyktu „nihil obstat” (brak sprzeciwu wobec sprawy) i nadaniu Panas tytułu Służebnicy Bożej. Dochodzenie diecezjalne w sprawie jej życia i opinii świętości rozpoczęło się w diecezji Fabriano-Matelica 10 października 1983 i zostało zamknięte 17 kwietnia 1988, po czym cała zebrana dokumentacja została zapieczętowana w pudełkach i przesłana do kongregacji w Rzymie, która miała rozpocząć własne dochodzenie na podstawie przedstawionych dowodów. 12 listopada 1993 kongregacja wydała dekret zatwierdzający proces diecezjalny jako zgodny z przepisami dotyczącymi prowadzenia spraw. 10 października 2016 papież Franciszek podpisał dekret o heroiczności cnót i Panas otrzymała tytuł Czcigodnej Służebnicy Bożej po tym jak stwierdzono, że prowadziła wzorowe życie, które było świadectwem heroicznej cnoty. Jej beatyfikacja zależy od papieskiego potwierdzenia cudu, którym w większości przypadków jest uzdrowienie, którego ani nauka, ani medycyna nie są w stanie wyjaśnić. Archidiecezja Ankona badała jeden taki przypadek od 2010 do 2019 roku i przesłała swoje ustalenia do kongregacji w Rzymie w celu dalszej oceny medycznej.
18 lutego 2022 udokumentowano dekret, który został podpisany przez papieża Franciszka, uznający cud za wysłannictwem włoskiej zakonnicy, co otwiera drogę do jej beatyfikacji.
9 października 2022, podczas uroczystej eucharystii w katedrze św. Wenancjusza w Fabriano, prefekt dykasterii do spraw świętych w imieniu papieża Franciszka dokonał uroczystej beatyfikacji wpisując Marię Konstancję Panas w poczet błogosławionych.